# Грозненский рабочий

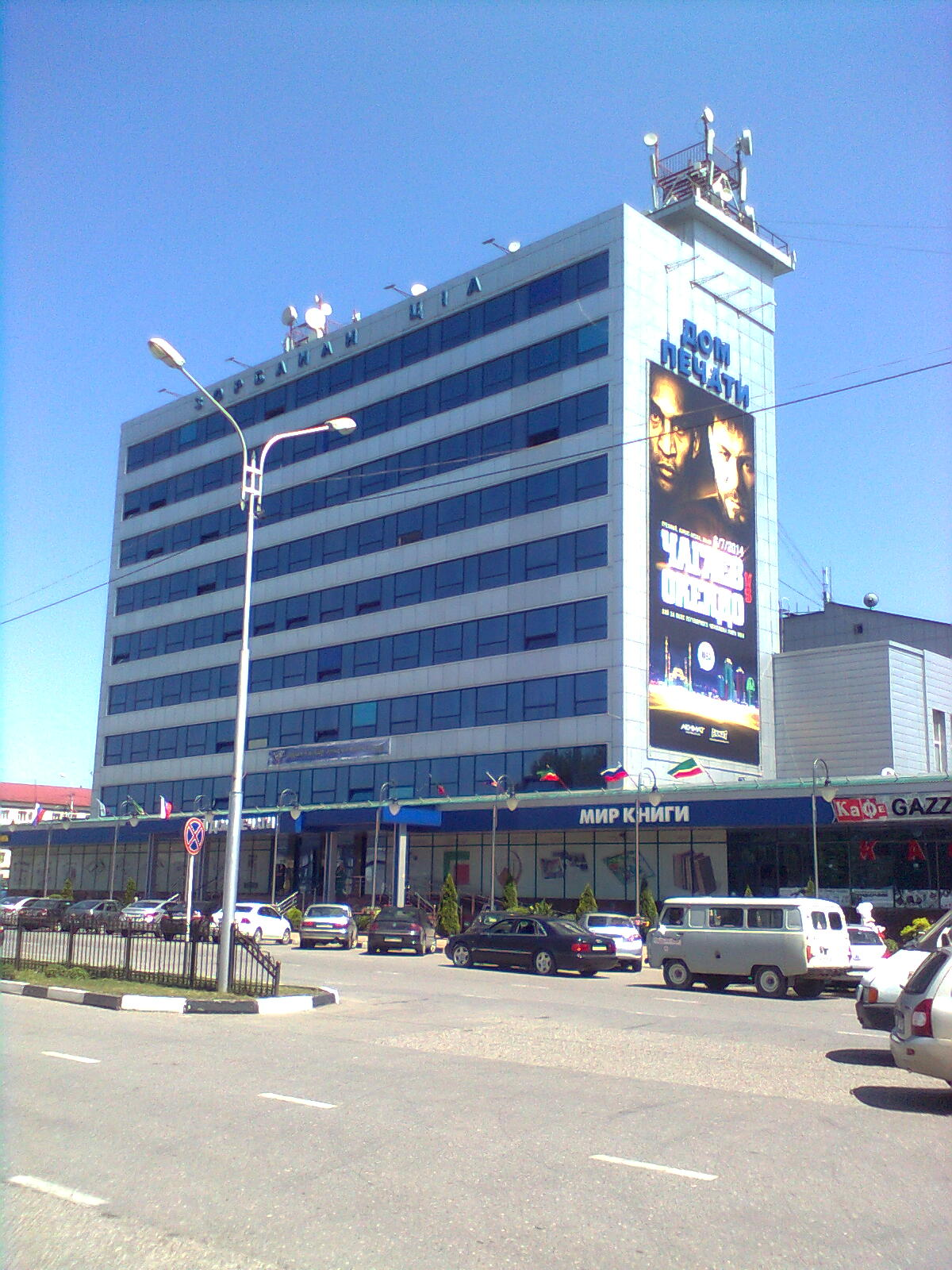
Здание Дома печати, в котором размещается редакция

«Грозненский рабочий» — историческая, научно-познавательная и культурно-просветительская русскоязычная газета Чеченской Республики. Издаётся с марта 1917 года в Грозном. Является старейшим действующим печатным изданием региона.

## История
Первый номер газеты вышел в марте 1917 года под названием «Товарищ».
В 1918 году газета была переименована в «Известия Совета рабочих и военных депутатов Грозненского района».
В начале 1920-х годов газета получила название «Красный повстанец».
В 1921 году главная грозненская газета снова меняет название, с этого времени она получает наименование «Красный труд». В это время издание позиционируется как ежедневная трудармейская газета. Позднее газета становится ежедневным органом Грозненского Отдельского исполкома и политотдела Кавтрудармии, ежедневным органом Грозненского городского исполкома и политотдела Кавтрудармии, ежедневный орган Грозненского городского исполкома и посекра Кавтрудармии.
В 1922 году происходит очередная смена названия, отныне газета называется «Нефтерабочий». Учредителями газеты становятся Грозненский городской исполком и окружком РКП(б), к 1924 году газета являлась органом Грозненского губернского комитета РКП(б), губисполкома и губсовпрофсоюзов, позднее — органом Грозненского окружного комитета РКП(б), окрисполкома и окрсовпрофсоюзов.

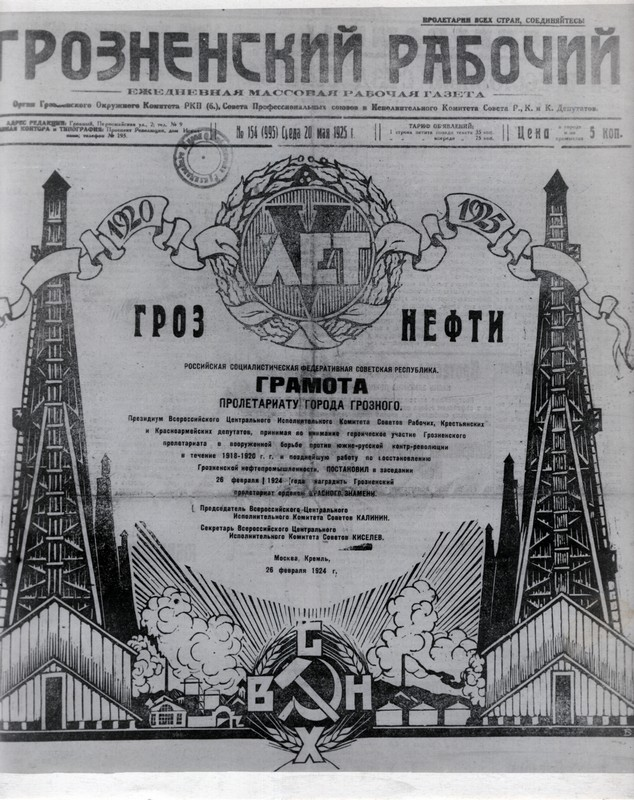
Грамота ВЦИК о награждении Грозненского пролетариата орденом Красного Знамени. Публикация грамоты в газете «Грозненский рабочий», 20 мая 1925 года.

С 7 ноября 1924 года газета стала выходить как «Грозненский рабочий», это название сохранялось за газетой более 65 лет. В 1924 году издание позиционировалось как ежедневная массовая рабочая газета, орган Грозненского окружкома ВКП(б), Совета профсоюзов и исполкома Совета рабочих, крестьянских и красноармейских депутатов. В дальнейшем количество учредителей и их наименования неоднократно менялись в связи с различными политическими преобразованиями и событиями: так, к 1927 году газета стала органом Грозненского окружного комитета ВКП(б), Совета профсоюзов и городского Совета рабочих, крестьянских и красноармейских депутатов,, с 4 ноября 1928 года — органом Чеченского оргбюро ВКП(б), оргбюро совпрофа и Чеченского областного исполнительного комитета и городского Совета рабочих, крестьянских и красноармейских депутатов, с января 1929 года — органом Чеченского обкома ВКП(б), Чеченского облисполкома, Чеченского облсовпрофа и Грозненского городского Совета.
В 1930-х годах газета организует выездную работу редакции, благодаря чему выходят в свет ряд специальных выпусков газеты. Так, в 1931 году выпускается специальное издание «„Грозненский рабочий“ на Новых Промыслах», в 1933 году выпущены издания «„Грозненский рабочий“ на областном съезде колхозников-ударников» и «„Грозненский рабочий“. Голос вышек», в 1934 году вышел в свет совместный выпуск газет «Грозненский рабочий» и «Финансовый фронт», в 1934, 1935 и 1938 годах выпущено несколько совместных выездных номеров газет «Грозненский рабочий» и «Техника нефти».
С 1934 года наименования учредителей «Грозненского рабочего» снова неоднократно изменяются — газета была органом Чечено-Ингушского обкома ВКП(б), исполкома ЧИАССР и Грозненского городского Совета, со 2 августа 1938 года — органом обкома и горкома ВКП(б) и Президиума Верховного Совета Чечено-Ингушской АССР, к 1940 году — органом обкома и горкома ВКП(б) и Верховного Совета Чечено-Ингушской АССР, с января 1942 года — органом областного и Грозненского городского комитетов ВКП(б) и Верховного Совета Чечено-Ингушской АССР,, с 4 марта 1944 года — органом областного и Грозненского городского комитетов ВКП(б), с 4 апреля 1944 года — органом Грозненского обкома, ГК КПСС и облсовета, с 29 октября 1952 года — органом Грозненского обкома КПСС и областного Совета депутатов трудящихся, с 17 февраля 1957 года — органом Чечено-Ингушского комитета КПСС и оргкомитета по Чечено-Ингушской АССР, с 26 сентября 1957 года — органом Чечено-Ингушского областного и Грозненского городского комитета КПСС, оргкома по Чечено-Ингушской АССР и Грозненского городского Совета депутатов трудящихся, с 1958 года — органом Чечено-Ингушского областного, Грозненского городского комитетов КПСС и Верховного Совета Чечено-Ингушской АССР. К 1964 году учредителями газеты стали Чечено-Ингушский обком КПСС, Верховный Совет и Совет Министров Чечено-Ингушской АССР, данный перечень сохранялся в подзаголовке газеты вплоть до 6 октября 1990 года.
В марте 1967 года «Грозненский рабочий» награждён Орденом Трудового Красного Знамени.
В 1977 году «Грозненский рабочий» награждён Почётной грамотой Президиума Верховного Совета РСФСР.
В 1971 году тираж газеты составлял 110 тысяч экземпляров.
С 24 августа 1990 года на волне перестройки и гласности газета переименована в «Голос Чечено-Ингушетии». С 7 октября 1990 года издание стало позиционироваться как республиканская общественно-политическая газета, с 30 апреля 1992 года — как республиканская независимая общественно-политическая газета.
21 мая 1992 года газета становится официальным изданием Парламента Чеченской Республики, получает новое название — «Голос Чеченской Республики». Главный редактор Муса Мусаев и часть коллектива покидают издание в связи с несогласием с лишением статуса независимой газеты.. 1 января 1993 года из подзаголовка исчезает слово «независимая», с этого момента «Голос Чеченской Республики» выходит как общественно-политическая газета.
В мае 1993 года по распоряжению вице-президента Чеченской Республики Зелимхана Яндарбиева за критику администрации Джохара Дудаева и поддержку антидудаевской оппозиции, издание парламентской газеты было прекращено. В связи с этим, с 1993 по 1994 годы газета издавалась в полуподпольных условиях на базе урус-мартановской газеты «Маршо» под названием «Голос народа». В это время издание позиционировалось как газета демократических сил Чеченской Республики. В ходе военных событий конца 1994 года газета закрылась.
В мае 1995 года прежний коллектив издания во главе с редактором Мусой Мусаевым возобновляют выпуск газеты под старым названием «Грозненский рабочий». Ввиду разрушения одноимённой типографии в Грозном, «Грозненский рабочий» стал печататься в городе Минеральные Воды.
В то же время начинает издаваться газета «Голос Чеченской Республики», которая претендовала на историческую преемственность «Грозненского рабочего». Данное издание просуществовало до второй половины 2000-х годов.
В июле-октябре 1995 года на страницах «Грозненского рабочего» временно печаталась газета сторонников Руслана Хасбулатова «Жизнь» («газета в газете»)..
В августе 1996 году был смертельно ранен в перестрелке на улице Грозного во время Первой чеченской войны корреспондент газеты Иван Гогун.
В 1996 году тираж «Грозненского рабочего» составлял 14 тысяч экземпляров.
С 6 августа 1998 года в газете стало выходить приложение «Соотечественник» для русского и русскоязычного населения. Редактором «Соотечественника» являлся советник Президента Чеченской Республики Ичкерия по работе с русскоязычным населением Анатолий Митрофанов. В феврале 1999 года редактор приложения был похищен и убит, издание «Соотечественника» прекратилось.
В конце 1990-х годов при «Грозненском рабочем» выпускалось ежемесячное культурно-просветительное приложение «Гармония» под руководством Асят Вазаевой..
В октябре 1999 года был смертельно ранен во время бомбёжки и перестрелки на улице Грозного во время второй чеченской войны корреспондент газеты Супьян Эпендиев. В связи с началом Второй чеченской войны газета стала выходить на территории Ингушетии. В этот период распространялась преимущественно среди жителей республики, среди которых было много беженцев из Чеченской Республики. Тираж газеты составлял 2 тысячи экземпляров, часть тиража доставлялась в Чечню. Из-за отсутствия финансирования газета прекратила выходить регулярно весной 2001 года. После этого дважды возобновляла работу, летом 2002 года газета выиграла грант на дальнейший выпуск. Стабильный выход издания возобновится с начала 2003 года.
В 2003 году главный редактор газеты Муса Мурадов получил Международную премию за свободу прессы Комитета защиты журналистов.
15 октября 2003 года в единый государственный реестр юридических лиц внесено Закрытое акционерное общество «Газета „Грозненский рабочий“», которое стало учредителем газеты.
С 2003 года редактором газеты является Лёма Абдуллаевич Турпалов. В 2007 году редактор «Грозненского рабочего» получил поощрительную премию в конкурсе «Награды за освещение биологического многообразия на Кавказе (Biodiversity Reporting Award)», который проводила организация «Международный центр для журналистов (ICFJ)» при поддержке Фонда сотрудничества для сохранения экосистем, находящихся в критическом состоянии (CEPF) для журналистов из Грузии, Азербайджана, Армении и России.
В 2007 году редакция газеты издала книгу «„Грозненский рабочий“. 90 лет», авторами и составителями которой стали генеральный директор ЗАО «Газета „Грозненский рабочий“» Муса Мурадов и главный редактор газеты Лёма Турпалов. В ходе празднования 90-летия газеты юбилейными медалями газеты награждены Президент Чеченской Республики Рамзан Кадыров, Президент Республики Ингушетия Мурат Зязиков, который содействовал продолжению работы и выпуска газеты на территории Ингушетии, один из старейших фотокорреспондентов Н. Кобиашвили, который 55 лет проработал в газете, журналист Олег Джургаев. Указом Президента Республики Ингушетия присвоено почётное звание «Заслуженный работник культуры Республики Ингушетия» сотрудникам газеты Мусе Мурадову, Лёме Турпалову, Асият Муртазалиевой, Адлану Сагаипову и другим. К юбилейной дате был презентован документальный фильм «От рупора большевиков к газете для читателей». К этому периоду своей истории газета снова стала печататься в типографии «Грозненский рабочий».
В 2011 году лауреатом Национальной премии в области печатной прессы «Искра» за лучшую аналитическую статью стала корреспондент газеты Зарихан Зубайраева.
В 2013 году главный редактор газеты Лёма Турпалов получил Почётную грамоту Парламента Чеченской Республики.
С января 2013 года издание «Грозненского рабочего» прекратилось в связи с нехваткой средств у учредителя. Газета не была в состоянии самоокупаться, а рассчитывать на государственную поддержку не могла, являясь независимым изданием. 6 августа 2013 года издание газеты возобновилось, при этом вместо общественно-политической газеты издание приобрело иную концепцию — историческое, научно-познавательное, культурно-просветительское издание.

### Краткая историческая справка
| Дата       | Наименование издания                                                                |
| ---------- | ----------------------------------------------------------------------------------- |
| 03.1917    | «Товарищ»                                                                           |
| 12.1917    | «Известия Совета рабочих и военных депутатов Грозненского района»                   |
| 1920       | «Известия Грозненско-Владикавказского Ревкома и политотдела Кавказской армии труда» |
| 1920       | «Известия Грозненского окружного ревкома и политотдела Кавказской армии труда»      |
| ~1921      | «Красный повстанец»                                                                 |
| 1921       | «Красный труд»                                                                      |
| 1922       | «Нефтерабочий»                                                                      |
| 07.11.1924 | «Грозненский рабочий»                                                               |
| 24.08.1990 | «Голос Чечено-Ингушетии»                                                            |
| 21.05.1992 | «Голос Чеченской Республики»                                                        |
| 05.1993    | «Голос народа»                                                                      |
| 05.1995    | «Грозненский рабочий»                                                               |